# Espai de Taub-NUT
Un espai Taub-Newman-Unti-Tamburino, o espai Taub-NUT, és una solució a les equacions de la relativitat general sense fonts. Es diu així en honor del seu descobridor, Abraham Haskel Taub, i de les inicials dels qui van exhibir les seves propietats més específiques, Ezra Ted Newman, TJ Unti i L. Tamburino.
Els espais Taub-NUT poques vegades s'utilitzen en cosmologia i són especialment reveladors de propietats sorprenents de la teoria de la relativitat general. La termodinàmica dels forats negres en aquests espais, en canvi, podria proporcionar informació general, aplicant-se per exemple als espais Sitter.

## Extensió en 5 dimensions
Podem adaptar aquest espai, introduint trivialment el temps, cosa que el converteix en una solució estàtica en 5 dimensions de les equacions de la relativitat sense fonts. En el sentit d'un espai de Kaluza-Klein, obtenim així la descripció d'un monopoli de la relació càrrega / massa {\displaystyle {\sqrt {2}}} en unitats de Planck.

## Càrrega NUT
En reduir les equacions d'Einstein (quatre dimensions) a la teoria de Kaluza-Klein (tridimensional), observem que es conserva una quantitat, derivada d'un potencial: la càrrega NUT. Podem donar una expressió :
{\displaystyle {\mathcal {N}}=-{\frac {1}{8\pi }}\int F_{\theta ,\varphi }\,\mathrm {d} \theta \,\mathrm {d} \varphi }
amb 
{\displaystyle F_{i,j}=\partial _{i}\omega _{j}-\partial _{i}\omega _{i}}
En assenyalar χ el potencial NUT, tenim :
{\displaystyle {\mathcal {N}}={\frac {1}{8\pi }}\int {\sqrt {h}}f^{-2}\partial _{r}\chi \,\mathrm {d} \theta \,\mathrm {d} \varphi }
És habitual fer l'analogia formal entre la càrrega NUT i la càrrega magnètica.

## Propietats
Un exemple de les peculiaritats d'aquests espais és que és possible formar forats negres en forma d'anells en 5 dimensions, que es redueixen a forats negres en 4 dimensions.